# حارة الروني (صنعاء)
حارة الروني هي إحدى حارات حي الحصبة الشمالية بمديرية الثورة إحد مديريات العاصمة اليمنية صنعاء، بلغ تعداد سكانها 4060 نسمة حسب تعداد اليمن لعام 2004.